# Acolasis seraspis
Acolasis seraspis är en fjärilsart som beskrevs av Stoll 1782. Acolasis seraspis ingår i släktet Acolasis och familjen nattflyn. Inga underarter finns listade i Catalogue of Life.